# Фотозбудження
Фотозбудження (англ. photoexcitation, рос. фотовозбуждение) — фотоелектрохімічний процес; утворення збудженого стану при поглинанні ультрафіолетового, видимого або інфрачервоного випромінення. Фотозбудження грає певну роль в фотоізомеризації і використовується в фотохімії.